# Ianina Stoudilina
Ianina Sergueïevna Stoudilina, née le 6 août 1985 à Omsk, est une comédienne russe de théâtre et de cinéma, également mannequin et personnalité de la télévision.

## Filmographie

### Au cinéma
- 2009 : Yasnovidyashchaya de Ilya Khotinenko : Yuljka
- 2013 : Stalingrad de Fiodor Bondartchouk : Masha
- 2014 : #Unreal Love (#Nerealnaya lyubov) de Arman Gevorgyan[2] : Lena